# Benno Gammerl
Benno Bastian Gammerl (* 1976) ist ein deutscher Historiker.

## Leben
Gammerl erwarb 2000 den M.A. in Kulturgeschichte am Goldsmiths, University of London und 2003 den M.A. in Geschichte, Literatur und Wirtschaft an der Freien Universität Berlin. An dieser Universität wurde er 2008 zum Dr. phil. promoviert und habilitierte sich 2018 in Neuerer Geschichte. Von 2017 bis 2020 war er DAAD-Lektor am Goldsmiths in London, wo er den Studiengang Queer History mit gründete. Gammerl lehrt seit 2021 als Professor für Gender- und Sexualitätengeschichte am Europäischen Hochschulinstitut in Florenz.
Seine Forschungsfelder sind Queer-Geschichte im modernen Deutschland, Geschichte der Gefühle, mündlich überlieferte Geschichte (Oral History) und Staatsbürgerschaft und Migration im britischen Empire und in Österreich-Ungarn.

## Schriften (Auswahl)
- Staatsbürger, Untertanen und Andere. Der Umgang mit ethnischer Heterogenität im Britischen Weltreich und im Habsburgerreich 1867–1918. Göttingen 2010, ISBN 978-3-525-37011-7.
- mit Philipp Nielsen und Margrit Pernau (Hrsg.): Encounters with emotions. Negotiating cultural differences since early modernity. Oxford 2019, ISBN 978-1-78920-223-6.
- mit Magdalena Beljan: Wendys Liebe. In: Wie Kinder fühlen lernten – Kinderliteratur und Erziehungsratgeber, 1870–1970. Beltz Juventa 2021, ISBN 978-3-7799-6279-3
- Anders fühlen. Schwules und lesbisches Leben in der Bundesrepublik. Eine Emotionsgeschichte. München 2021, ISBN 3-446-26928-2.
- Queer. Eine deutsche Geschichte vom Kaiserreich bis heute. München 2023, ISBN 978-3-446-27607-9.